# Hablamos Español
Hablamos Español (spanisch für Wir sprechen Spanisch) ist ein spanischer Sprachkurs in Form einer 39-teiligen Fernsehserie, der 1971 vom NDR produziert wurde und von María Rosa Serrano konzipiert wurde. Die Serie gliedert sich in drei aus je 13 Folgen bestehende Staffeln, in deren erster die Grundlagen der spanischen Sprache vermittelt werden.
Als Schauspieler waren Jeannine Mestre als Carmen, José Luis Gómez als José Luis und Albert Boadella als Paco zu sehen.

## Lehrbücher
- Hablamos español – Wir lernen Spanisch (Band 1), Cicero Verlag, 2009, ISBN 978-3-926292-34-6[1]
- Hablamos español – Wir lernen Spanisch (Band 2), Cicero Verlag, 2009, ISBN 978-3-926292-35-3[2]
- Hablamos español – Wir lernen Spanisch (Band 3), Cicero Verlag, 2009, ISBN 978-3-926292-36-0[3]